# Claudio Marchisio
Claudio Marchisio (Turim, 19 de janeiro de 1986) é um ex-futebolista italiano que atuava como volante ou meio-campista.

## Carreira

### Juventus
Formado nas categorias de base da Juventus, Marchisio começou jogando como segundo atacante no início de sua carreira, até ser transformado em volante pelo treinador Fabio Capello.

### Empoli
No dia 25 de julho de 2007, ao lado de Sebastian Giovinco, o jogador foi emprestado ao Empoli para a temporada 2007–08, com o intuito de ganhar mais minutos.

### Retorno à Juventus
Depois de sua boa performance no Empoli, retornou a Juventus na temporada 2008–09. Desde então, foi se firmando no time até se tornar titular. Na temporada 2011–12 conquistou o título italiano e foi eleito um dos melhores jogadores da Serie A. Em março de 2015, renovou seu vínculo com o clube até 2019.

### Zenit
Após doze temporadas, deixou a Juventus em agosto de 2018 e foi confirmado como novo reforço do Zenit no dia 3 de setembro. O jogador disputou apenas 15 jogos pelo clube russo, e pouco mais de um ano depois, no dia 3 de outubro de 2019, anunciou oficialmente sua aposentadoria dos gramados.

## Seleção Nacional
Em agosto de 2008, representou a Itália nas Jogos Olímpicos de Verão realizados na China.
Fez sua estreia na Seleção Italiana principal no dia 12 de agosto de 2009, em um amistoso frente à Suíça. No ano seguinte compôs o elenco italiano na Copa do Mundo realizada na África do Sul.
Foi titular na Eurocopa de 2012, na Copa das Confederações de 2013 e na Copa do Mundo de 2014.

## Títulos
Juventus
- Serie B: 2006–07
- Serie A: 2011–12, 2012–13, 2013–14, 2014–15, 2015–16, 2016–17 e 2017–18
- Supercopa da Itália: 2012, 2013 e 2015
- Copa da Itália: 2014–15, 2015–16, 2016–17 e 2017–18

Zenit
- Premier League Russa: 2018–19

Seleção Italiana
- Torneio Internacional de Toulon: 2008

### Prêmios individuais
- Oscar del Calcio: 2012